# Fernandes Guitars
Fernandes es una fábrica de guitarras, bajos y accesorios musicales.

## Historia
Fernandes Guitars fue fundada en  Japón en el año de 1969.  Inicialmente se dedicaron a la construcción de Guitarras flamencas.  Con el crecimiento de la compañía vino la expansión de sus líneas de producción, incluyendo otros modelos de guitarras acústicas, guitarras eléctricas, bajos, amplificadores y accesorios en general, convirtiéndose en el más grande fabricante de guitarras de Japón.
En 1992, y debido a su éxito en Asia la empresa abre sus puertas en Los Ángeles, California, USA.
Fernandes se conoce también por su sistema Sustainer, el cual permite mantener una cuerda vibrando indefinidamente, prolongando el sonido a gusto del intérprete.  Este sistema, en sus últimas versiones, permite incluso generar Armónicos de manera controlada.